# Говея
Гове́я (порт. Gouveia; МФА: [go.ˈvɐj.ɐ]) — муніципалітет і містечко в Португалії, в окрузі Гуарда. Розташований у східній частині країни, на теренах історичної португальської провінції Бейра. Належить до Гуардської діоцезії Католицької церкви в Португалії. Права міського самоврядування має з 1186 року. Поділяється на 16 парафій. За адміністративним поділом, чинним до 1976 року, був складовою провінції Верхня Бейра. Площа муніципалітету — 300,61 км², населення муніципалітету — 14046 ос. (2011); густота населення — 46,72 осіб/км²
. Патрон — Спаситель. Святковий день муніципалітету — 1-й понеділок після 2-ї неділі серпня. Поштовий індекс — 6290.  Код місцевої адміністративної одиниці — 0906. Складова статистичного регіону Центр.

## Географія
Говея розташована в центрі Португалії, на південному заході округу Гуарда.
Говея межує на півночі з муніципалітетом Форнуш-де-Алгодреш, на північному сході — з муніципалітетом Селоріку-да-Бейра, на сході — з муніципалітетом Гуарда, на південному сході — з муніципалітетом Мантейгаш, на південному заході — з муніципалітетом Сея, на північному заході — з муніципалітетом Мангуалде.

## Історія
1186 року португальський король Саншу I надав Говеї форал, яким визнав за поселенням статус містечка та муніципальні самоврядні права.

## Населення
| Кількість мешканців | Кількість мешканців | Кількість мешканців | Кількість мешканців | Кількість мешканців | Кількість мешканців | Кількість мешканців | Кількість мешканців | Кількість мешканців | Кількість мешканців | Кількість мешканців | Кількість мешканців | Кількість мешканців | Кількість мешканців | Кількість мешканців |
| ------------------- | ------------------- | ------------------- | ------------------- | ------------------- | ------------------- | ------------------- | ------------------- | ------------------- | ------------------- | ------------------- | ------------------- | ------------------- | ------------------- | ------------------- |
| 1864                | 1878                | 1890                | 1900                | 1911                | 1920                | 1930                | 1940                | 1950                | 1960                | 1970                | 1981                | 1991                | 2001                | 2011                |
| 19 738              | 21 192              | 23 022              | 24 641              | 25 539              | 23 599              | 23 724              | 27 321              | 27 673              | 25 210              | 18 514              | 19 045              | 17 410              | 16 122              | 14 046              |